# Ove Grahn
Ove Grahn (Norra Fågelås, 9 maggio 1943 – Alingsås, 11 luglio 2007) è stato un calciatore svedese, di ruolo attaccante.

## Carriera
Vinse un campionato svizzero nel 1971 con il Grasshoppers.

## Palmarès

### Club

#### Competizioni nazionali
- Campionato svedese: 1

Elfsborg: 1961
- Campionato svizzero: 1

Grasshoppers: 1970-1971
- Coppa di Lega svizzera: 2

Grasshoppers: 1973, 1974-1975